# The Whole of the Law
The Whole of the Law es el noveno álbum de estudio de larga duración de la banda británica de metal extremo Anaal Nathrakh. Fue lanzado el 28 de octubre de 2016 en Metal Blade Records.

## Listado de Canciones
| N.º | Título                                           | Duración |  |
| 1.  | «The Nameless Dread»                             | 1:12     |  |
| 2.  | «Depravity Favours the Bold»                     | 3:07     |  |
| 3.  | «Hold Your Children Close and Pray for Oblivion» | 3:35     |  |
| 4.  | «We Will Fucking Kill You»                       | 3:54     |  |
| 5.  | «...So We Can Die Happy»                         | 4:06     |  |
| 6.  | «In Flagrante Delicto»                           | 3:38     |  |
| 7.  | «And You Will Beg for Our Secrets»               | 3:21     |  |
| 8.  | «Extravaganza!»                                  | 4:13     |  |
| 9.  | «On Being a Slave»                               | 5:40     |  |
| 10. | «The Great Spectator»                            | 3:45     |  |
| 11. | «Of Horror, and the Black Shawls»                | 5:41     |  |
| 12. | «Powerslave» (Iron Maiden cover; bonus track)    | 6:55     |  |
| 13. | «Man at C&A» (The Specials cover; bonus track)   | 4:10     |  |

## Créditos
Anaal Nathrakh
- V.I.T.R.I.O.L. – voz
- Irrumator – guitarras, bajo, programación, producción, arte y diseño